# Oberea ceylonica
Oberea ceylonica là một loài bọ cánh cứng trong họ Cerambycidae.